# 은산선
은산선(殷山線)은 평안남도 은산군에 있는 은산역과 순천시에 있는 대건역을 연결하는, 조선민주주의인민공화국의 철도노선이다.

## 노선 정보
- 노선과 거리 : 은산역~대건역(거리는 미상)
- 역 수 : 3개(양단역 포함)
- 궤도 간격 : 1435mm
- 전철화 구간 : 전 구간(직류 3000V)
- 복선 구간 : 없음

## 역 목록
| 역이름     | 영업 거리 (km) | 접속노선                   | 소재지   | 소재지 |
| ---------- | -------------- | -------------------------- | -------- | ------ |
| 은산(殷山) | 0.0            | 평라선                     | 평안남도 | 은산군 |
| 학산(鶴山) | 2.5            |                            | 평안남도 | 은산군 |
| 대건(戴建) | 5.8            | 대건선, 직동탄광선, 모학선 | 평안남도 | 순천시 |